# Prensa francesa
Uma prensa francesa feita de aço inoxidável
A prensa francesa ou cafeteira francesa (em italiano caffettiera francese / a stantuffo, em francês cafetière à piston, em inglês french press pot ou coffee plunger, em alemão kaffeepresse) é um dispositivo manual de preparo de café por infusão (também usado em outras tarefas), protótipo criado em 1852 por franceses Meyer e Delforge. Em 1923 o italiano Ugo Paolini patenteou um separador de suco de tomate e, desenvolveu a ideia da cafeteira com prensa e filtro, mas atribuiu em 1928 ao designer italiano Attilio Calimani e Giulio Moneta (que a depositou em 1929).
Usa-se café com moagem grossa tendo uma forma mais encorpada e ácida. Usado também para chá a granel e leite do latte art.

## História

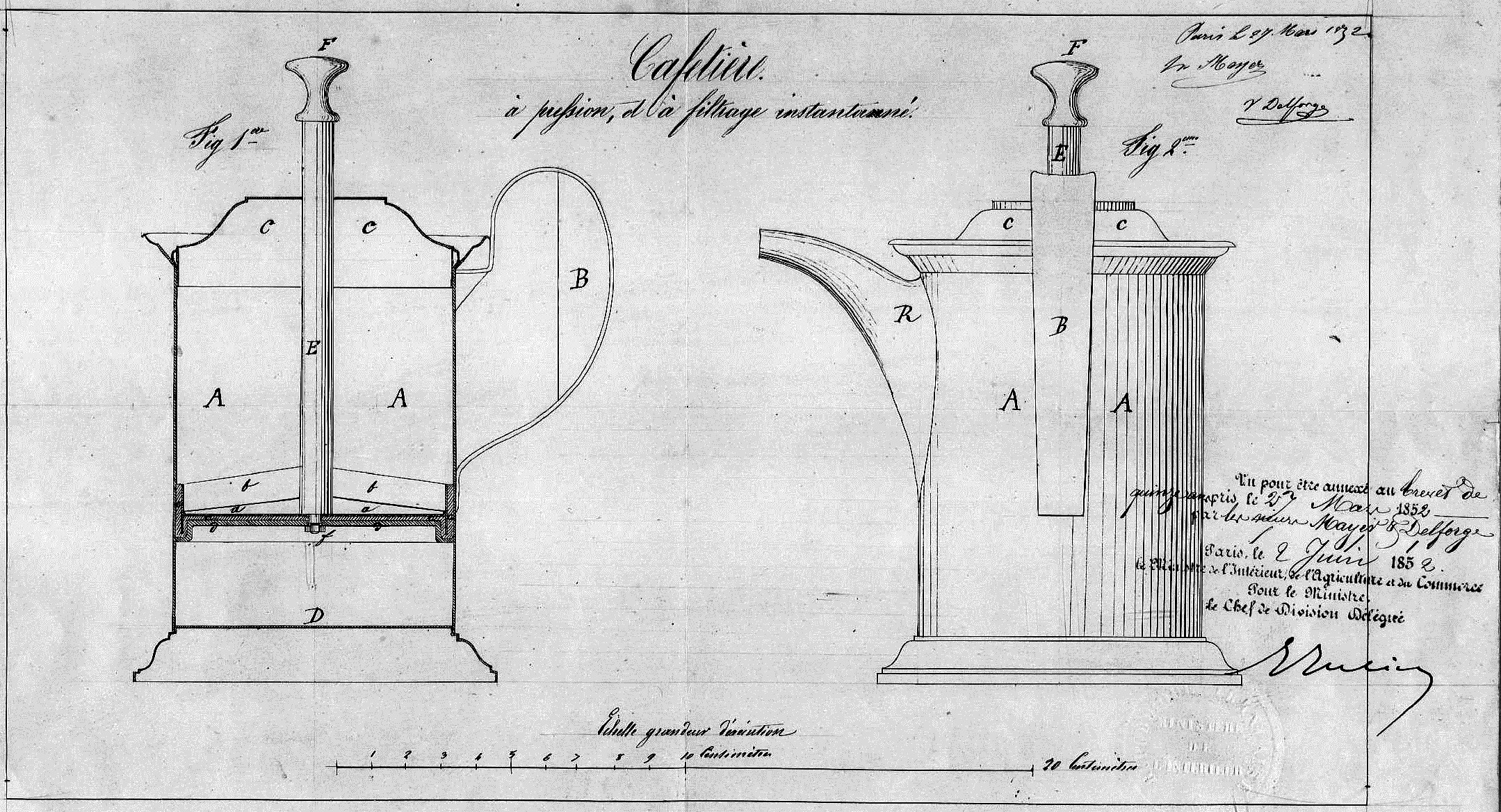
Patente de 1852 de Mayer & Delforge

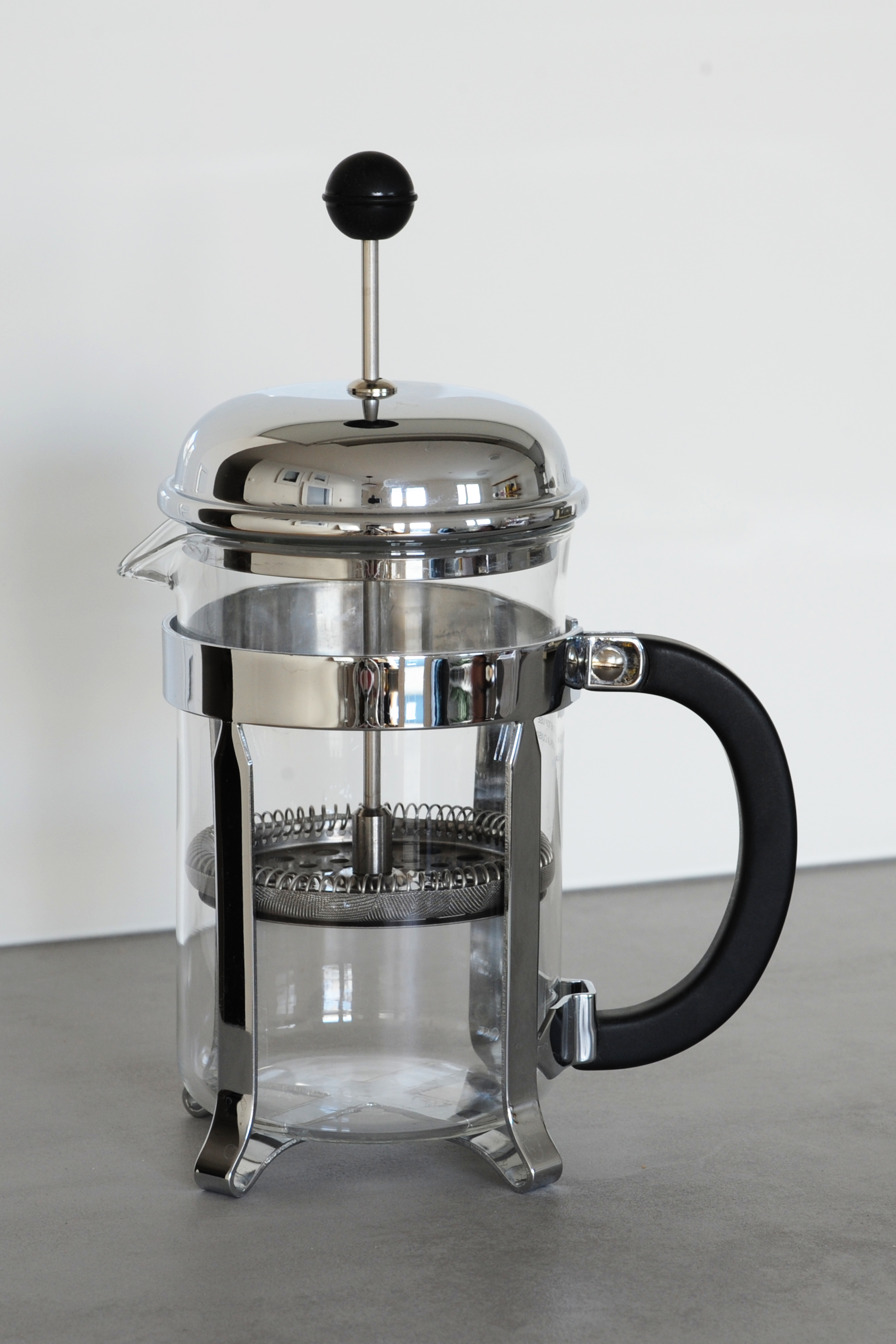
Uma prensa francesa

Ao longo dos anos, a prensa francesa sofreu várias tentativas de design. A primeira prensa de café, que pode ter sido feita na França, foi a prensa de café na forma rudimentar – uma tela de metal ou olhar presa a uma pressa que os usuários pressionaram em uma panela de água quente e borra de café. Dois inventores franceses, Mayer e Delforge, patentearam em 1852 um precursor da prensa francesa, um dispositivo de filtragem de café usando pistão. Uma patente foi registrada por um francês, Marcel-Pierre Paquet dit Jolbert, publicada oficialmente em 5 de agosto de 1924.
Uma prensa de café foi patenteada nos Estados Unidos pelo designer milanês Attilio Calimani em 1929. Sofreu várias modificações de design através de Faliero Bondanini, que patenteou sua própria versão em 1958 e a fabricou na fábrica francesa de clarinetes Martin SA sob a marca Melior. Sua popularidade pode ter sido auxiliada em 1965 por seu uso no filme de Michael Caine, The Ipcress File. O dispositivo foi popularizado em toda a Europa pela empresa britânica Household Articles Ltd. e pela empresa dinamarquesa de utensílios de mesa e cozinha Bodum.
A prensa francesa moderna consiste em um béquer cilíndrico estreito, geralmente feito de vidro ou plástico transparente, equipado com uma tampa de metal ou plástico e êmbolo que se encaixa firmemente no cilindro e possui um filtro fino de arame de aço inoxidável ou malha de nylon.

## Operação
O café é preparado colocando café moído grosseiramente no béquer vazio e adicionando água quente 93–96 °C (199–205 °F), em proporções de cerca de 30 gramas (1,1 oz)  de borra de café para500 ml (17 US fl oz) de água, mais ou menos a gosto. Às vezes, é recomendado que os grãos sejam pré-infundidos com uma pequena quantidade de água quente. Mergulhar lentamente pretende maximizar a extração dos óleos e flavonóides do grão moído. O pistão de malha normalmente não comprime os grãos de café, pois a maioria dos designs deixa um espaço generoso - cerca 30 milímetros (1,2 pol)  abaixo do pistão em sua posição mais baixa. Se for permitido que o café coado permaneça no béquer com a borra utilizada, o café pode ficar adstringente e amargo, embora este seja um efeito que alguns usuários da prensa francesa consideram desejável.
Uma prensa francesa funciona melhor com café de moagem mais grossa do que um filtro de café por gotejamento, sobre a consistência do sal de cozinha. Grãos de café mais finos, quando imersos em água, têm menor permeabilidade, exigindo uma força excessiva aplicada manualmente para abaixar o êmbolo e são mais propensos a infiltrar-se através ou ao redor do perímetro do filtro prensa e na bebida de café. Além disso, os grãos mais finos tendem a extrair demais e fazer com que o café tenha um sabor amargo.
Alguns escritores dão o tempo ideal para a fermentação em cerca de quatro minutos. Outras abordagens, como a infusão a frio, requerem várias horas de contato entre a água e o solo para obter a extração desejada.

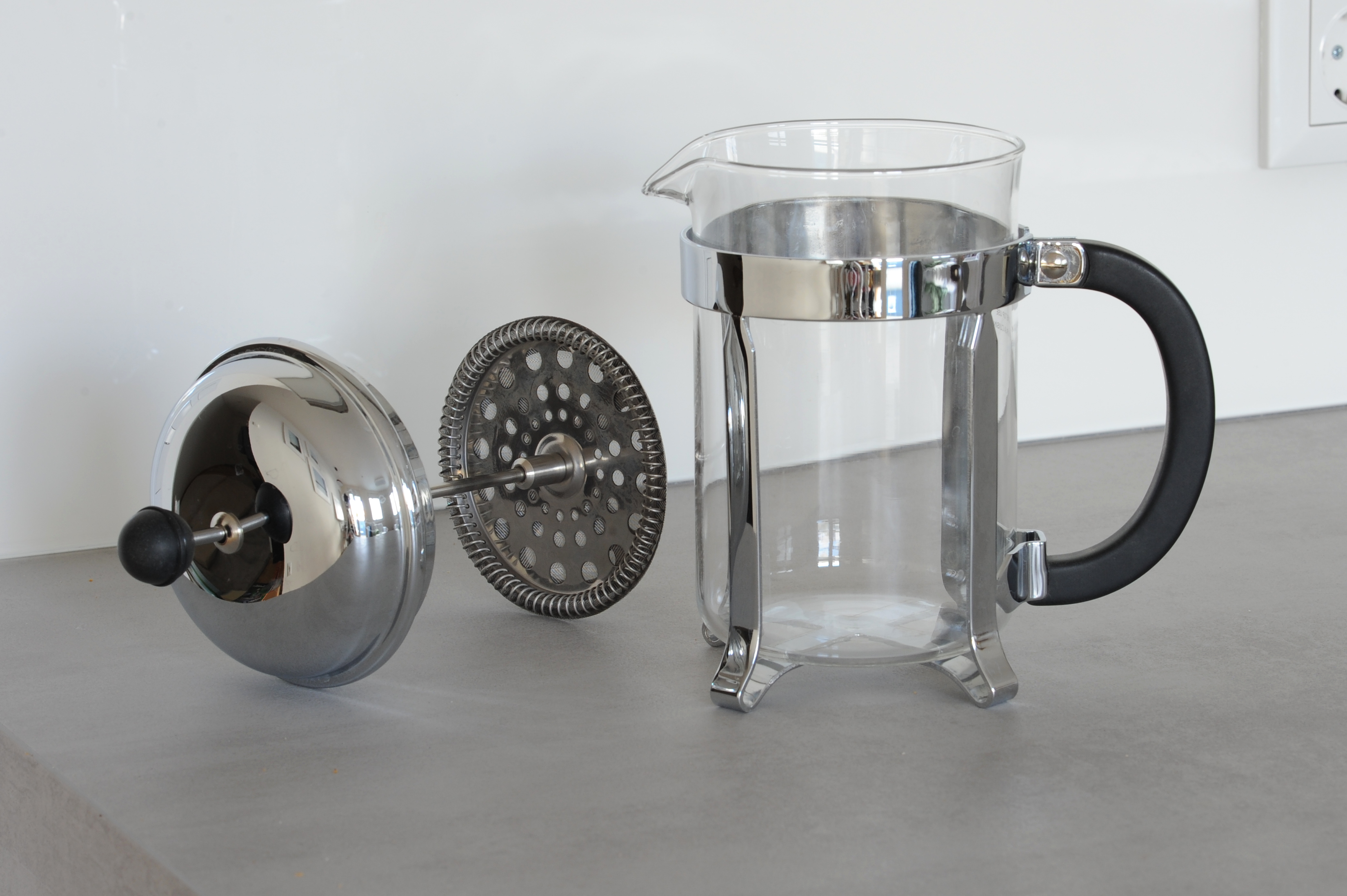
pistão separado do béquer
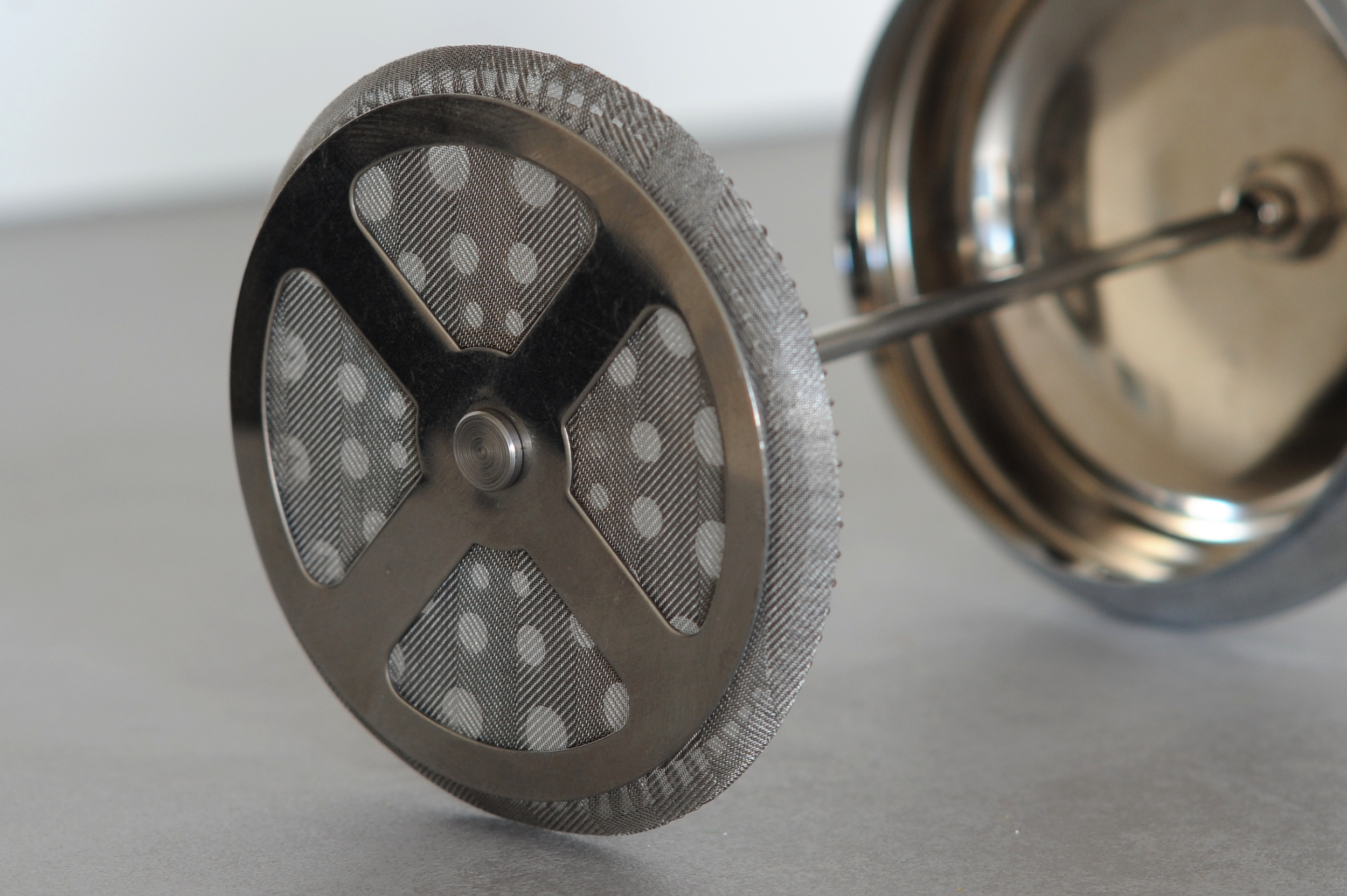
parte inferior da malha
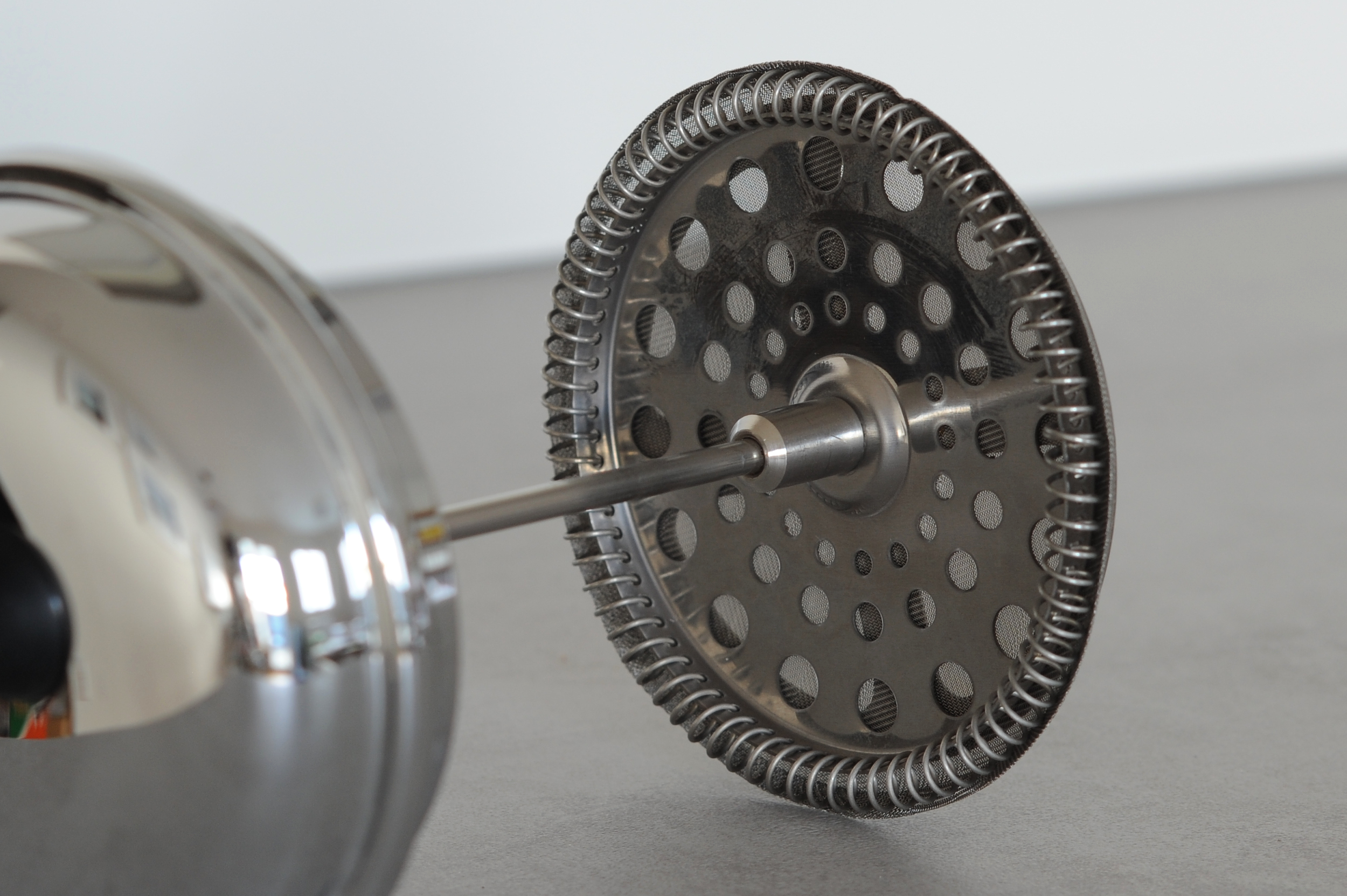
parte superior da malha

As prensas francesas são mais portáteis e independentes do que outras cafeteiras. Existem versões de canecas de viagem, que são feitas de plástico resistente em vez do vidro mais comum e têm uma tampa selada com um orifício para beber. Algumas versões são comercializadas para caminhantes e mochileiros que não desejam carregar um percolador de metal pesado ou um filtro usando bebida por gotejamento.
Outras versões incluem prensas isoladas de aço inoxidável projetadas para manter o café quente, com design semelhante às garrafas térmicas. Os filtros de café comumente usados nas residências do sul da Índia são uma versão de aço inoxidável, mas sem isolamento. O decanto conhecido como decocção é misturado imediatamente com leite e açúcar para fazer kaapi. Uma variação usa um design de "puxar": os grãos de café são colocados em uma cesta de malha, que é então puxada para a tampa após a infusão, prendendo os grãos do café. Outros produzem um efeito semelhante por terem persianas que podem ser fechadas pela parte superior da prensa, selando totalmente o pó do café. As prensas francesas também são usadas às vezes para fazer café frio.
Uma prensa francesa tudo-em-um consiste em um elemento de aquecimento que pode receber sua energia de uma fonte de alimentação de 12 volts.

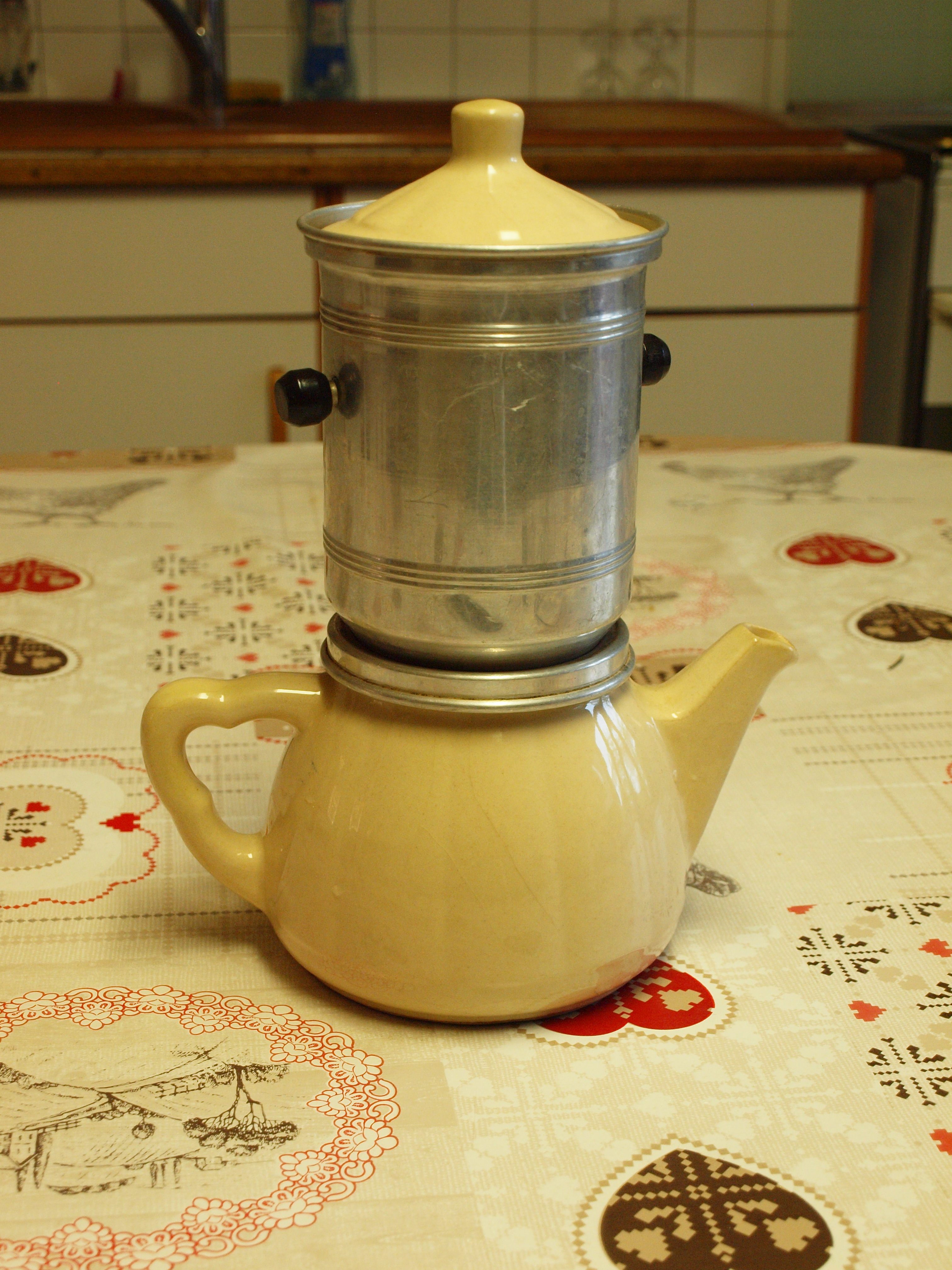
Cafeteira com recipiente de barro e coador de alumínio

## Outros usos
Da mesma forma que o café, uma prensa francesa também pode ser usada no lugar de um infusor de chá para preparar chá a granel. Até certo ponto, o chá continuará em infusão mesmo depois que o êmbolo for pressionado, o que pode fazer com que o chá restante na prensa fique amargo. Assim, pode ser aconselhável decantar o chá em um recipiente de servir após a preparação. A mesma prensa francesa não deve ser usada para chá e café, a menos que esteja bem limpa, pois os resíduos de café podem estragar o sabor do chá. No entanto, este método é mais adequado para chás leves e não é adequado para o chai indiano (que deve ser fervido) ou o chá chinês (que tende a ser difundido por muito tempo, sendo as folhas de chá reaproveitadas como regra).
Esta prensa também pode ser usada no preparo de leite tipo cremoso para fazer latte art (micro-espuma no café expresso). Usam também como coador do caldo de mariscos ou outros ingredientes.